# Jorge Fossetti
Jorge Fossetti (Rosario, 1973) es un actor y humorista argentino. Ha trabajado como comediante, escritor, creativo publicitario, guionista, productor y director de teatro y TV. Su papel más conocido a nivel nacional fue imitando a "Daniel" (Daniel Scioli, gobernador de la Provincia de Buenos Aires) en el sketch humorístico Gran Cuñado 2009, parodia de Gran Hermano emitida en el programa humorístico Showmatch.
En la ciudad de Rosario Jorge Fossetti es reconocido por su labor como integrante del grupo humorístico Marca Cañón, con el cual se desempeñó en teatro y TV y cuya primera etapa fue entre 1996 y 2012. En el 2016 el grupo volvió a reunirse y presentarse en vivo hasta el año 2019, cuando volvieron a separarse. Además de su carrera con Marca Cañón, Fossetti participó en numerosos espectáculos teatrales y programas de TV en Rosario y Buenos Aires.

## Marca Cañón
Su primera labor humorística profesional fue el programa televisivo Marca Cañón, Humor Fino (tan fino que ni se nota), emitido en un canal de cable de Rosario y que obtuvo 2 Premios Martín Fierro del Interior consecutivos (por las temporadas 1996 y 1997). Su continuación fue Marca Cañón, la marca del campión (sic), emitido durante 1998 en Canal 3 de Rosario.

## TV
- Showmatch/Videomatch, conducido por Marcelo Tinelli. Jorge Fossetti imitó a Daniel Scioli en "Gran Cuñado 2009". Previamente, en 2002, Fossetti fue uno de los tres ganadores del certamen de humoristas “Comic” y participó del elenco durante el 2003.
- Estilo K (conducido por Diego Korol, TyC Sports 2004). Actuó y/o escribió para personajes y sketches como Angelo el Mánager, Politraumatismo Sosa, Locos Lindos, Osvaldito y su Maestra, Loco por Bielsa, etc.
- Totalmente (conducido por Miguel del Sel, Canal 9, 1999).
- Patas para Arriba (con Horacio Fontova y Daniela Fernández, Canal 13, 1997)
- Envíos rosarinos tales como La Columna de Fossetti, El Rincón de la Cultura, Bótelos, Block & Roll o Zapping Sport, con diferentes sketches y personajes.

## Teatro con Marca Cañón
Como parte de Marca Cañón ha estrenado seis espectáculos teatrales: 5 Estrellas (1998), Faltaba Más! (2000), Grandes Éxitos (2001), Saldos & Novedades (2003), Lo Mejorcito de Marca Cañón (2004), Humor de Marca (2006), Monólocos (2008) y Tema: La Vaca (2011). Los mismos han sido presentados en los principales teatros de Rosario y en otras localidades como Buenos Aires, Mar del Plata, etc.
Los shows del conjunto, con un estilo ecléctico y una fuerte impronta grupal, se basan en sketches, monólogos y canciones. Combinan humor absurdo, escenas costumbristas, un veloz e ingenioso manejo de lenguaje y actualidad, sin soslayar el espacio para la improvisación y el guiño al público. Los personajes de cada espectáculo están graciosamente delineados y sorprenden por su cantidad y diversidad.

## Manicomic
Durante 2003 y 2004 (Bs.As. y Mar del Plata. Nominada a los Premios Estrella de Mar), Jorge Fossetti interpretó a su personaje del Dr. Fernández, con el cual había ganado el Cómic en Videomatch, en esta obra dirigida por Aníbal Pachano y producida por Marcelo Tinelli.

## Otras participaciones
- 2014: Verano en el Anfiteatro junto a Hugo Varela (Rosario)
- 2013: Homenaje a la TV rosarina junto a Monchi Balestra, Julio César Orselli y otros (Rosario)
- 2006: La Noche del 4 con Éber Ludueña (función especial en Rosario)
- 2007: La Feria del Humor (festival nacional organizado por la Municipalidad de Rosario)
- 2003: Festival Ristoc (Rosario)

## Libro
En 2012, Fossetti editó su primer libro de cuentos y otros relatos de humor, titulado La burla del ignorante.

## Premios recibidos
- Premio Martín Fierro del Interior. Rubro: mejor programa humorístico de TV, 1996
- Premio Martín Fierro del Interior. Rubro: mejor programa humorístico de TV, 1997
- Premio para producción del Instituto Nacional del Teatro, 1999
- Premio Magazine a la trayectoria (Rosario), 2009